# Vanhimmansaari
Vanhimmansaari är en ö i Finland. Den ligger i sjön Puruvesi och i kommunen Nyslott i  landskapet Södra Savolax, i den sydöstra delen av landet, 290 km nordost om huvudstaden Helsingfors. Öns area är 3,5 hektar och dess största längd är 440 meter i sydöst-nordvästlig riktning.